# Laurent Peyrin-Biroulet
Laurent Peyrin-Biroulet (né le 23 juillet 1974 à Saint-Martin-d'Hères) est un médecin et enseignant français. Il est spécialisé dans les maladies inflammatoires chroniques intestinales (MICI).

## Biographie

### Formation
Laurent Peyrin-Biroulet commence ses études de médecine en 1992 à l’Université Joseph-Fourier à Grenoble. Après avoir fait son internat de spécialité au CHRU de Nancy, il obtient son diplôme de docteur en médecine en 2005. Il part ensuite se former auprès de Jean-Frédéric Colombel au CHU de Lille en France, et William Sandborn à la Mayo Clinic aux États-Unis. Il obtient sa thèse d'université en 2008 sur les déterminants génétiques et nutritionnels de l’homocystéine au cours des MICI.

### Carrière et activités de recherche
En 2009, il devient professeur des universités-praticien hospitalier au Centre hospitalier régional et universitaire (CHRU) de Nancy. De 2012 à 2013, il occupe le poste de directeur du Pôle Biologie-Médecine-Santé de l'université de Lorraine. De 2014 à 2015, il est président du comité scientifique de l’Association François-Aupetit (AFA). En 2019, il prend la direction d’une équipe de recherche INSERM (Équipe 2 - INSERM U1256) qui s’intéresse notamment au lien entre nutrition et inflammation intestinale chez l'Homme et chez l'animal,. En février 2023, il est nommé professeur associé à l'université McGill à Montréal, au Canada. Emmanuel Macron a annoncé le 16 mai 2023 la création de 12 Instituts Hospitalo-Universitaires (IHU) dont l'IHU INFINY dédié aux MICI,,. L'Agence nationale de la recherche a annoncé en novembre 2023 le financement de 19 projets de « Recherche Hospitalo-Universitaire en Santé » (RHU Vague 6) dont le projet I-DEAL dédié à la maladie de Crohn.  
Il a publié plus de mille articles scientifiques référencés sur PubMed parmi lesquels : concept de maladie de Crohn précoce en 2012, développement du score radiologique de Nancy en 2010, développement avec l’OMS d'un index de handicap fonctionnel pour les MICI en 2011,, développement de l'index histologique de Nancy en 2015, consensus STRIDE (« Selecting Therapeutic Targets in Inflammatory Bowel Disease ») en 2015.
Il coordonne l'étude ICARE qui a recruté prospectivement environ dix mille patients atteints de MICI à travers l’Europe. Initiée en 2010, ICARE est une étude longitudinale qui étudie l'impact des traitements sur la vie des patients et l'évolution de la maladie afin d'identifier la meilleure stratégie thérapeutique pour ces patients. Depuis 2019, il est classé par Clarivate parmi les « chercheurs hautement cités »,,. En 2022, une équipe de recherche chinoise le classe premier dans la liste du « top 14 des auteurs de la littérature pertinente sur le diagnostic des MICI en près de 10 ans ». D'après le site Expertscape, il est classé meilleur expert mondial dans la maladie de Crohn,.

### Sociétés savantes
De 2020 à 2023, il est président de l’European Crohn´s and Colitis Organisation (ECCO) et secrétaire scientifique de l’International Organization for the Study of Inflammatory Bowel Diseases (IOIBD). Il est aussi depuis 2015 président du groupe d’étude thérapeutique des affections inflammatoires du tube digestif (GETAID).

### Activités éditoriales
De 2013 à 2017, il est rédacteur en chef adjoint du journal Digestive Liver Diseases. À partir de 2017 jusqu'en 2022, il est rédacteur en chef adjoint du journal Clinical Gastroenterology Hepatology. Il est aussi depuis 2016 rédacteur en chef du journal La Lettre de l’Hépato-gastroentérologue.